# William Kvist
William Kvist Jørgensen (* 24. února 1985, Rønde, Dánsko) je bývalý dánský fotbalový záložník. V letech 2010 a 2011 získal v Dánsku ocenění Fotbalista roku.

## Klubová kariéra
Do Stuttgartu přestoupil za 3,2 milionu eur v roce 2011 z dánského celku FC Kodaň.
30. ledna 2014 odešel na půlroční hostování do anglického klubu Fulham FC s možností opce na trvalý přestup. Ta však nebyla využita a Kvist v létě 2014 přestoupil ze Stuttgartu do druholigového anglického týmu Wigan Athletic FC.

## Reprezentační kariéra
Kvist hrál za dánské reprezentační výběry od kategorie do 16 let.

### A-mužstvo
V A-týmu Dánska zažil debut 22. srpna 2007 v Aarhusu v přátelském utkání s Irskem. Nebyla to vítězná premiéra, Dánsko podlehlo soupeři 0:4, Kvist nastoupil do druhého poločasu za stavu 0:2.
První gól za seniorskou reprezentaci vstřelil v kvalifikačním utkání na MS 2014 s Itálií na San Siru v Miláně 16. října 2012. Ve 45. minutě snižoval na 1:2, Dánsko prohrálo nakonec 1:3.
Účast Williama Kvista na vrcholových turnajích:
- EURO 2012 v Polsku a Ukrajině – základní skupina B

#### EURO 2012
William hrál na Euru 2012, kde se Dánsko střetlo v základní skupině B („skupina smrti“ – nejtěžší základní skupina na turnaji) postupně s Nizozemskem (9. června, výhra 1:0, dostal žlutou kartu), Portugalskem (13. června, prohra 2:3) a Německem (17. června, prohra 1:2). Odehrál všechna tři utkání v základní sestavě, Dánsko získalo 3 body a umístilo se na třetí příčce, což na postup do čtvrtfinále nestačilo.

### Reprezentační góly a zápasy
Góly Williama Kvista v A-mužstvu Dánska
| Gól | Datum        | Stadion                    | Soupeř | Skóre (min.) | Výsledek | Soutěž                 |
| --- | ------------ | -------------------------- | ------ | ------------ | -------- | ---------------------- |
| 010 | 16. 10. 2012 | San Siro, Milán, Itálie    | Itálie | 02:1 0(45.)  | 3:1      | kvalifikace na MS 2014 |
| 02  | 15. 11. 2013 | MCH Arena, Herning, Dánsko | Norsko | 01:0 0(14.)  | 2:1      | přátelský zápas        |